# Jordan Rossiter
Jordan Bernard Rossiter (Liverpool, 24 marzo 1997) è un calciatore inglese, centrocampista dell'Oldham Athletic in prestito dallo Shrewsbury Town.

## Carriera

### Club
Cresciuto nel settore giovanile del Liverpool, il 24 marzo 2014 ha firmato il primo contratto professionistico con i Reds; l’esordio è arrivato il 23 settembre, nella partita di Coppa di Lega vinta ai rigori contro il Middlesbrough, segnando anche la prima rete dell’incontro e diventando così il secondo marcatore più giovane della storia della squadra inglese.
In seguito colleziona pochissime altre presenze con il Liverpool a causa di gravi infortuni alla caviglia sinistra e ai bicipiti femorali.
Il 13 maggio 2016 viene acquistato dai Rangers, con cui firma un quadriennale. Anche l’esperienza scozzese è tuttavia segnata da ricorrenti infortuni muscolari, che ne limitano le presenze con la squadra.
Il 31 gennaio 2019 passa in prestito al Bury; l'8 luglio seguente si trasferisce, sempre a titolo temporaneo, al Fleetwood Town.

### Nazionale
Ha giocato nelle nazionali giovanili inglesi Under-16, Under-17, Under-18 ed Under-19.

## Statistiche

### Presenze e reti nei club
Statistiche aggiornate al 27 aprile 2024.
| Stagione              | Squadra               | Campionato            | Campionato | Campionato | Coppe nazionali | Coppe nazionali | Coppe nazionali | Coppe continentali | Coppe continentali | Coppe continentali | Altre coppe | Altre coppe | Altre coppe | Totale | Totale | Totale |
| Stagione              | Squadra               | Comp                  | Pres       | Reti       | Comp            | Pres            | Reti            | Comp               | Pres               | Reti               | Comp        | Pres        | Reti        | Pres   | Reti   |        |
| --------------------- | --------------------- | --------------------- | ---------- | ---------- | --------------- | --------------- | --------------- | ------------------ | ------------------ | ------------------ | ----------- | ----------- | ----------- | ------ | ------ | ------ |
| 2014-2015             | Liverpool             | PL                    | 0          | 0          | FACup+CdL       | 0+1             | 0+1             | UCL+UEL            | -                  | -                  | -           | -           | -           | 1      | 1      |        |
| 2015-2016             | Liverpool             | PL                    | 1          | 0          | FACup+CdL       | 0+0             | 0               | UEL                | 3                  | 0                  | -           | -           | -           | 4      | 0      |        |
| Totale Liverpool      | Totale Liverpool      | Totale Liverpool      | 1          | 0          |                 | 1               | 1               |                    | 3                  | 0                  |             | -           | -           | 5      | 1      |        |
| 2016-2017             | Rangers               | PL                    | 4          | 0          | SC+CdL          | 0+2             | 0               | -                  | -                  | -                  | -           | -           | -           | 6      | 0      |        |
| 2017-2018             | Rangers               | PL                    | 2          | 1          | SC+CdL          | 0+1             | 0               | UEL                | 2                  | 0                  | -           | -           | -           | 5      | 1      |        |
| 2018-gen. 2019        | Rangers               | PL                    | 4          | 0          | SC+CdL          | 0+1             | 0               | UEL                | 0                  | 0                  | -           | -           | -           | 5      | 0      |        |
| Totale Rangers        | Totale Rangers        | Totale Rangers        | 10         | 1          |                 | 4               | 0               |                    | 2                  | 0                  |             | -           | -           | 16     | 1      |        |
| gen.-giu. 2019        | Bury                  | FL2                   | 16         | 1          | FACup+CdL       | -               | -               | -                  | -                  | -                  | EFLT        | 1           | 0           | 17     | 1      |        |
| 2019-2020             | Fleetwood Town        | FL1                   | 15         | 0          | FACup+CdL       | 1+1             | 0               | -                  | -                  | -                  | EFLT        | 2           | 0           | 19     | 0      |        |
| 2020-2021             | Fleetwood Town        | FL1                   | 35         | 1          | FACup+CdL       | 0               | 0               | -                  | -                  | -                  | EFLT        | 1           | 0           | 36     | 1      |        |
| 2021-2022             | Fleetwood Town        | FL1                   | 10         | 0          | FACup+CdL       | 0               | 0               | -                  | -                  | -                  | EFLT        | 0           | 0           | 10     | 0      |        |
| Totale Fleetwood Town | Totale Fleetwood Town | Totale Fleetwood Town | 60         | 1          |                 | 2               | 0               |                    | -                  | -                  |             | 3           | 0           | 65     | 1      |        |
| 2022-2023             | Bristol Rovers        | FL1                   | 17         | 0          | FACup+CdL       | 1+0             | 0               | -                  | -                  | -                  | EFLT        | 3           | 0           | 21     | 0      |        |
| 2023-2024             | Bristol Rovers        | FL1                   | 4          | 0          | FACup+CdL       | 0               | 0               | -                  | -                  | -                  | EFLT        | 0           | 0           | 4      | 0      |        |
| Totale Bristol Rovers | Totale Bristol Rovers | Totale Bristol Rovers | 21         | 0          |                 | 1               | 0               |                    | -                  | -                  |             | 3           | 0           | 25     | 0      |        |
| Totale carriera       | Totale carriera       | Totale carriera       | 106        | 3          |                 | 8               | 1               |                    | 5                  | 0                  |             | 7           | 0           | 128    | 4      |        |